# Mary Celeste (schip, 1861)

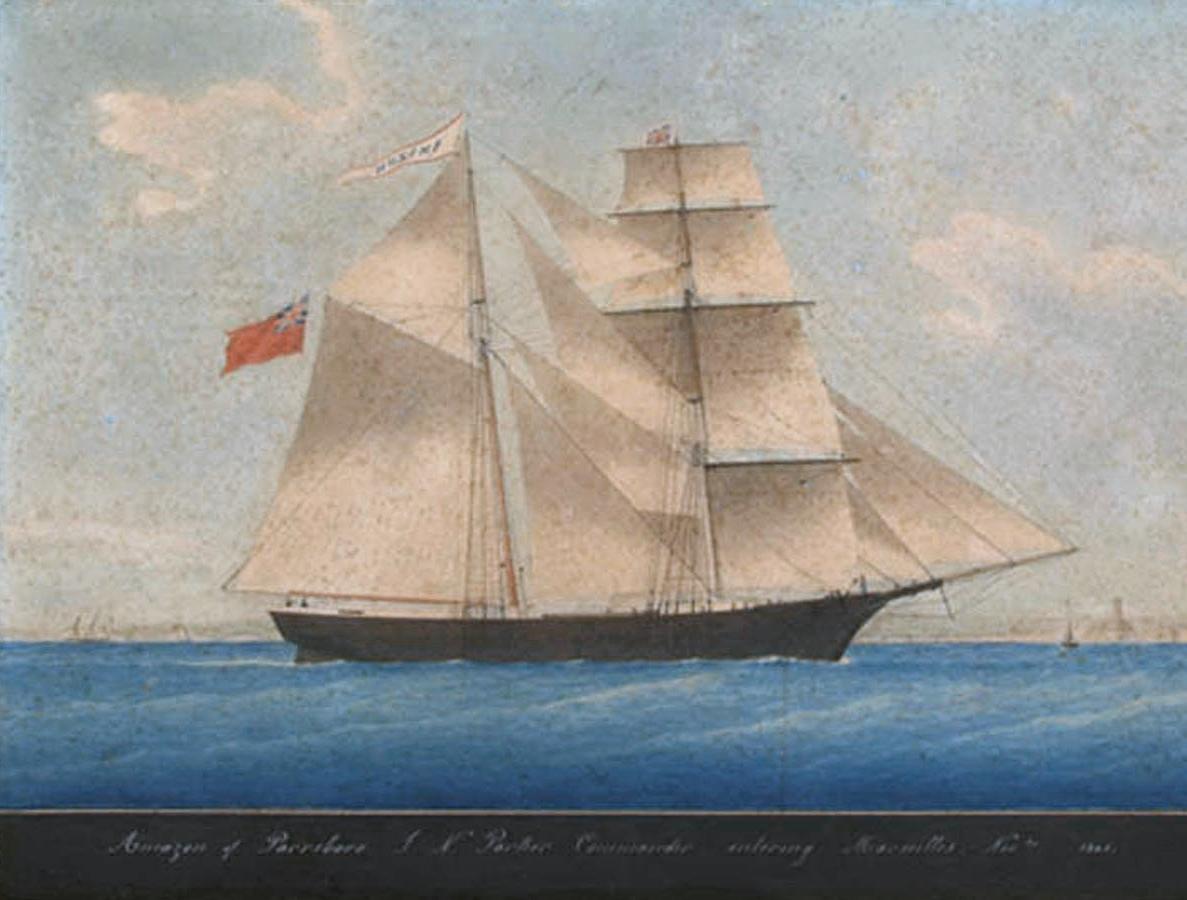
Een schilderij van de Mary Celeste uit 1861

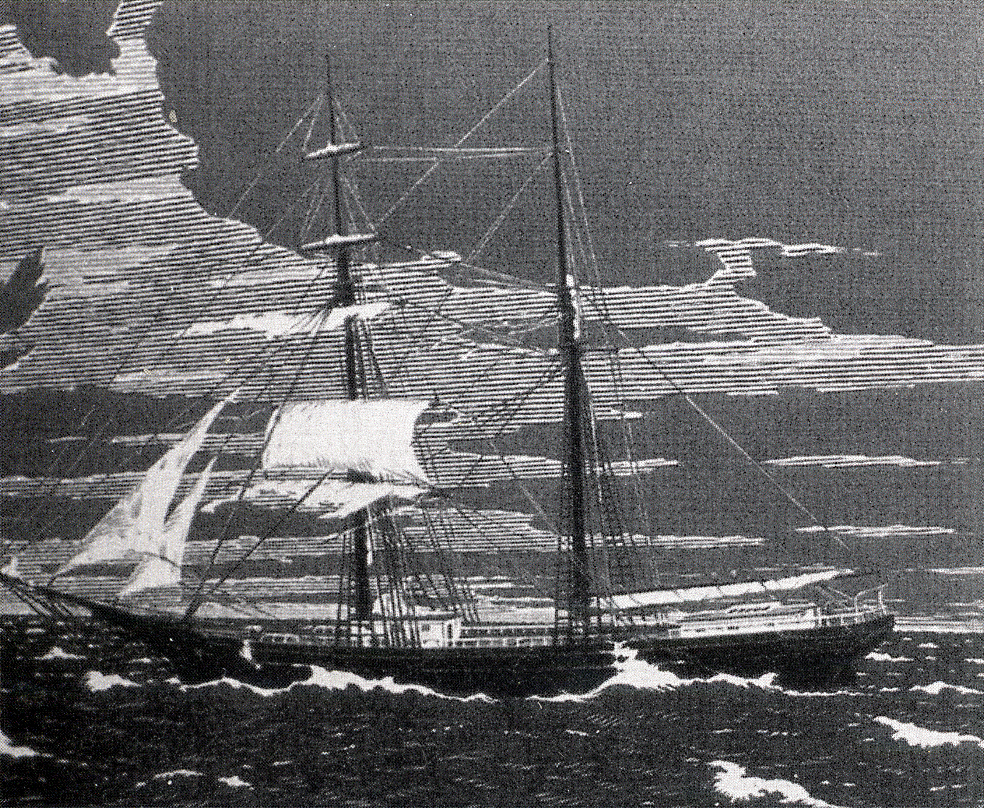
Een gravure van de verlaten Mary Celeste uit 1872

Het verhaal van de Mary Celeste behoort tot de grootste mysteries van de zee. Op 7 november 1872 vertrok de brigantijn Mary Celeste uit New York, met bestemming Genua. De lading bestond uit 1701 vaten brandspiritus. Aan boord waren kapitein Briggs, zijn vrouw, hun twee jaar oude dochtertje en zeven bemanningsleden.
Op 5 december werd het schip 510 mijl ten westen van Gibraltar waargenomen door de brigantijn Dei Gratia van kapitein Morehouse. Omdat het duidelijk was dat het schip in nood verkeerde, begaven enkele bemanningsleden van de Dei Gratia zich aan boord van de Mary Celeste, maar vonden er niemand. De enige sloep was weg. De zeilen waren deels gescheurd. Er waren geen sporen van geweld en het stuurwiel van het schip was niet vastgezet. Wat ook bijzonder was, was dat de sextant ontbrak en dat het logboek nog in de hut van de kapitein lag. De kapitein verlaat zijn schip nooit zonder logboek. Op de achterplecht lag een gebroken kompas en er ontbrak ook een reddingsboot.
De Dei Gratia en de Mary Celeste zeilden vervolgens beide met een noodbemanning naar de haven van Gibraltar. Het raadsel rond het lot van de bemanning verspreidde zich al snel en wekte de belangstelling (en de argwaan) van de plaatselijke aanklager. Deze vermoedde een samenzwering tussen de bemanningen van de Mary Celeste en die van de Dei Gratia, teneinde de verzekerings- en bergingspremie op te kunnen strijken. De rechtszaak die volgde wekte grote internationale belangstelling. Uiteindelijk kon verzekeringsfraude niet worden bewezen. Het schip keerde terug naar New York en wisselde verschillende keren van eigenaar.
In november 1884 werd de Mary Celeste te Boston voorzien van een grotendeels waardeloze lading, die door haar reders hoog werd verzekerd. Ze vertrok op 16 december uit Boston naar Port-au-Prince. Aangekomen bij Haïti ramde kapitein Parker op 3 januari 1885 opzettelijk een rif in de zeestraat tussen Hispaniola en het Île de la Gonâve, waarbij het schip onherstelbaar werd beschadigd. Parker en zijn bemanning roeiden naar de wal, Parker verkocht het wrak aan de Amerikaanse consul en diende een verzekeringsclaim in. De verzekeraars kwamen er al snel achter dat de lading oververzekerd was geweest. In juli 1885 volgde te Boston een proces tegen kapitein Parker en de reders. Na onderhandelingen ging Parker vrijuit, maar de reders moesten de uitgekeerde verzekeringsgelden teruggeven.

## Hypotheses
Het raadsel rond de Mary Celeste is nooit opgelost, maar verschillende mogelijke verklaringen zijn door de jaren heen geopperd:

### Giftige dampen
Storm als verklaring wordt doorgaans uitgesloten en ook piraten kwamen in dat gebied al tientallen jaren niet meer voor. Mogelijk heeft de bemanning, bijvoorbeeld door de plotselinge aanwezigheid van giftige dampen, het schip verlaten en is zij in een sloep gekropen in afwachting van het wegtrekken van de dampen. Het schip vervoerde immers brandspiritus in vaten, die door de storm opengebroken zouden kunnen zijn. In alle haast zou men vergeten kunnen zijn de zeilen te strijken en het logboek mee te nemen, waarna de Mary Celeste zonder bemanning haar reis vervolgde. Toen zij uiteindelijk gevonden werd door de Dei Gratia, waren de giftige dampen opgetrokken.

### Komeet van Biela
Een andere hypothese houdt verband met de komeet van Biela. Deze komeet, in 1826 ontdekt door Wilhelm von Biela, brak in 1846 in twee stukken. Het ene stuk kwam in oktober 1871 dicht bij de aarde en stortte neer. Hierdoor werden verschillende steden, waaronder Chicago, op 8 oktober 1871 geteisterd door een gloeiende stenenregen. Op 27 november 1872 waren er verschillende steenregens in Europa. Deze hypothese gaat ervan uit dat dit ook werd opgemerkt op de Mary Celeste, die toen in die buurt kon zijn. Omdat hij 1701 vaten brandspiritus aan boord had zou de kapitein besloten kunnen hebben om het schip uit veiligheidsoverwegingen te verlaten in een sloep die er, vastgebonden aan de Mary Celeste, op veilige afstand achter voer. In de haast zou het kompas gevallen zijn en het zou verklaren dat de sextant meegenomen werd. Daar zij het schip niet meer bemanden gaat men ervan uit dat het touw brak en hun sloep getroffen werd of op zee verging.

## In fictie

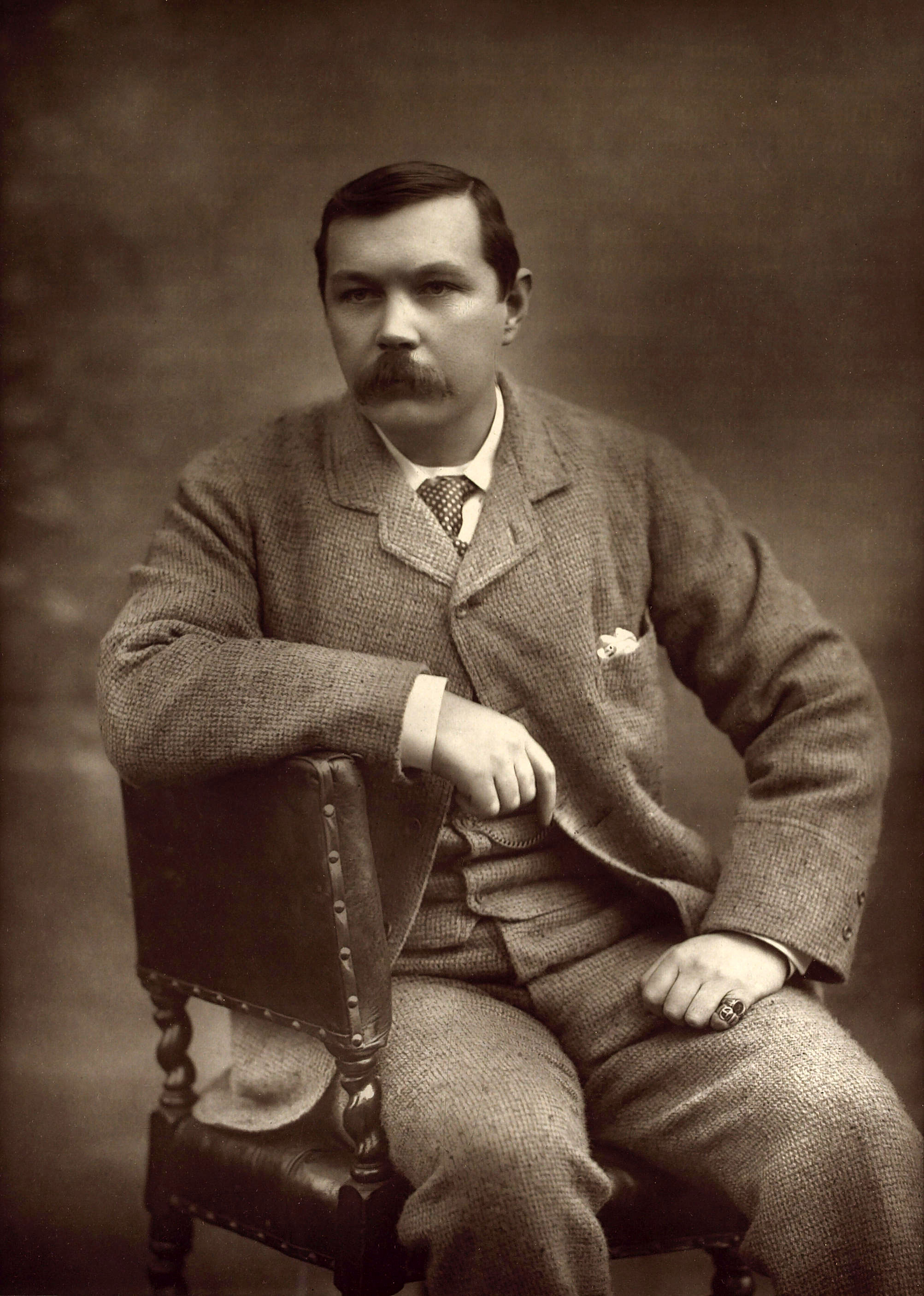
De jonge Arthur Conan Doyle

In het verhaal J. Habakuk Jephson's Statement uit 1893, van de toen nog jonge Arthur Conan Doyle, wordt een fictief ooggetuigenverslag gegeven van de gebeurtenissen. Dit verhaal, oorspronkelijk anoniem gepubliceerd, werd echter onder andere door de Boston Herald als waar gepubliceerd.
In 1963 werd in Duitsland het hoorspel Marie Celeste uitgezonden dat, hoewel de naam van het schip en die van de kapitein iets gewijzigd zijn, duidelijk gebaseerd is op het raadsel van de Mary Celeste.